# اتو روفنکت
اتو روفنکت (انگلیسی: Otto Rüfenacht; ۲۷ اکتبر ۱۹۱۹ – ۱ نوامبر ۱۹۸۲) ورزشکار شمشیربازی اهل سوئیس بود.
وی در مسابقات کشوری و بین‌المللی در مجموع برندهٔ ۱ مدال برنز شده‌است.